# Charles Eliot (Diplomat)

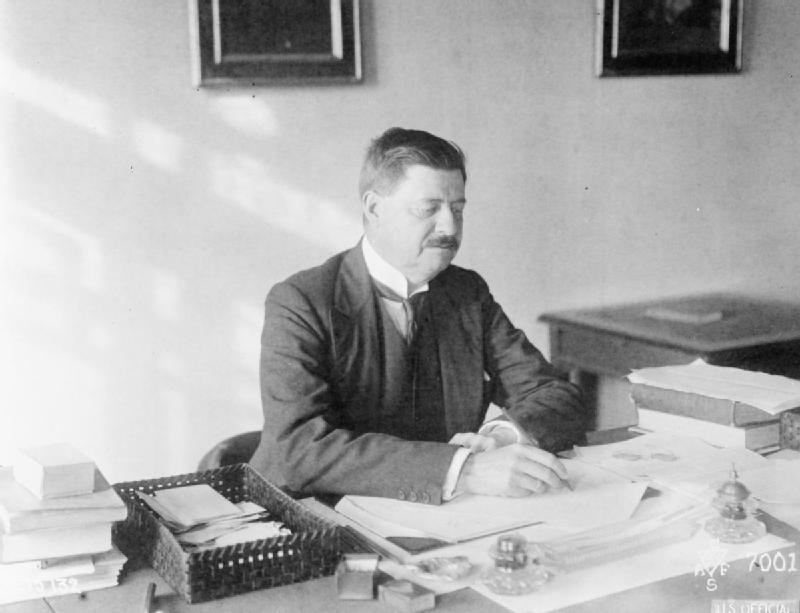
Sir Charles Eliot (1918)

Sir Charles Norton Edgecumbe Eliot (* 8. Januar 1862 in Sibford Gower, Oxfordshire, England; † 16. März 1931 an Bord des Schiffes Hakone Maru in der Straße von Malakka) war ein britischer Kolonialbeamter und Diplomat. Als Malakologe beschrieb er mehrere Arten der Nacktkiemer (Nudibranchia).

## Biografie
Eliot trat nach der Schulausbildung in den diplomatischen Dienst ein und fand zunächst 1885 Verwendung in Russland und danach 1892 in Marokko. Nach dortiger einjähriger Tätigkeit ging er 1893 zunächst in das Osmanische Reich und dann 1899 nach Washington, D.C. Nach nur kurzer Tätigkeit dort wurde er 1899 zum Hochkommissar und Generalkonsul einer Internationalen Kommission ernannt, die zur Untersuchung bestehender Probleme und der zukünftigen Verwaltung von Samoa durch die drei Schutzmächte (Großbritannien, USA und Deutsches Kaiserreich) eingerichtet wurde.
Für seine Verdienste in Diplomatie und Kolonialverwaltung wurde er 1900 zum Knight Commander des Order of St. Michael and St. George (KCMG) geschlagen und führte seitdem den Namenszusatz „Sir“. Kurz darauf wurde er zum Kommissar für das Protektorat Britisch-Ostafrika, das heutige Kenia, ernannt und zugleich zum Generalkonsul von Sansibar. Während seiner Amtszeit führte er eine Politik der weißen Vormachtstellung ein. Zugleich arbeitete er in dieser Frage eng mit den weißen Farmern zusammen, besonders mit Lord Delamere, dem er 40.500 Hektar Land abtrat. Darüber hinaus ermutigte er durch geringe Grundstückspreise europäische Siedler zur Niederlassung in Ostafrika. 1903 traf ihn jedoch Kritik durch das Kolonialministerium (Colonial Office), welchem die Vorhaben von Eliot zu schnell gingen. Als er 1904 wegen der Gewährung einer Landkonzession, welches ursprünglich für die Massai vorgesehen war, erneut kritisiert wurde, trat er zurück.
Von 1912 bis 1918 war er der erste Vizekanzler der neu gegründeten Universität Hongkong.
Erst 1918 trat er wieder in den Dienst des Außenministers (Foreign Office), nachdem er das Amt des Hochkommissars und Generalkonsuls in Sibirien angenommen hatte. Zu dieser Zeit unternahm Admiral Alexander Wassiljewitsch Koltschak den Versuch, den Vormarsch sowjetischer Truppen nach Osten zu stoppen.
1920 wurde er schließlich zum Botschafter in Japan berufen und übte dieses Amt bis zu seinem Rücktritt 1926 aus. Allerdings blieb er in Japan bis zu seinem Tode wohnhaft. 1923 wurde er zum Knight Grand Cross des Order of St. Michael and St. George (GCMG) erhoben.

## Veröffentlichungen
Sir Charles Eliot befasste sich darüber hinaus mit historischen Themen und Personen wie Buddhismus in Japan und Abdülhamid II., dem Sultan des Osmanischen Reiches, Zu seinen wichtigsten Werken zählen:
- "Turkey in Europe", New York 1907
- "Japanese Buddhism", ISBN 0-7103-0967-8.